# 프론트 미션 (비디오 게임)
《프론트 미션》는 G크래프트가 개발하고 스퀘어가 배급한 1995년 전략 롤플레잉 게임이다. 《프론트 미션》 시리즈의 첫 번째 게임으로, 본래 슈퍼 패미컴 플랫폼으로 제작돼 일본서 1995년 2월 24일 출시됐다.
배경은 2090년, 태평양에 위치한 가상의 섬 허프만이다. OCU 소속부대원 로이드 클라이브가 적국 USN와의 교전에 약혼자를 잃고 제2 차 허프만 분쟁을 촉발한 혐의로 불명예전역한 후, 용병대 캐년 크로즈에 입대해 전쟁을 OCU의 승리로 이끄는 내용을 다뤘다.
2002년, 원더스완 컬러 이식판이 발매됐다. 2003년, USN측 이야기를 담은 컨텐츠를 추가한 리메이크 《프론트 미션 퍼스트》가 출시됐으며, 2007년 닌텐도 DS로 이식되고 영어로 처음 현지화됐다. 2022년, 그래픽을 3D로 교체한 두 번째 리메이크 《프론트 미션 퍼스트: 리메이크》가 닌텐도 스위치로 발매됐으며 2023년 플레이스테이션 4, 플레이스테이션 5, 엑스박스 원, 엑스박스 시리즈 X/S 및 윈도우로 이식됐다.

## 반응
2022년 발매된 《프론트 미션 퍼스트: 리메이크》 닌텐도 스위치판은 리뷰 애그리게이터 웹사이트 메타크리틱에서 69/100점을 기록해 "평균적 및 복합적인 평가"를 받았다.

## 참조

### 주해
1. ↑  영어: Front Mission, 일본어: フロントミッション
2. ↑  영어: Front Mission 1st, 일본어: フロントミッション ザ・ファスト
3. ↑  영어: Front Mission 1st: Remake